# الوارو مارتینز (بازیکن فوتبال، زاده ۱۹۷۹)
الوارو مارتینز (انگلیسی: Álvaro Martínez؛ زادهٔ ۹ فوریهٔ ۱۹۷۹) بازیکن فوتبال اهل اسپانیا است.
از باشگاه‌هایی که در آن بازی کرده‌است می‌توان به باشگاه فوتبال ایبار و باشگاه فوتبال اتلتیک بیلبائو بی اشاره کرد.